# Božena Zapletalová (politička)
Božena Zapletalová (4. srpna 1913 – ???) byla česká a československá politička Komunistické strany Československa a poúnorová poslankyně Národního shromáždění ČSSR.

## Biografie
Ve volbách roku 1960 byla zvolena za KSČ do Národního shromáždění ČSSR za Severomoravský kraj. V Národním shromáždění zasedala až do konce volebního období parlamentu, tedy do voleb v roce 1964.